# Черни рид
Вижте пояснителната страница за други значения на Черни рид.
Черни рид е село в Южна България. То се намира в община Ивайловград, област Хасково. 

## География
Село Черни рид се намира в планински район. Намира се на 15 км от Ивайловград и 42 км от Крумовград.

## История
Старото му име до 1934 г. е Кара тепе.

## Културни и природни забележителности
Има паметник построен през 1918 г. за падналите бойци през Балканската война.